# Музлов, Олег Михайлович

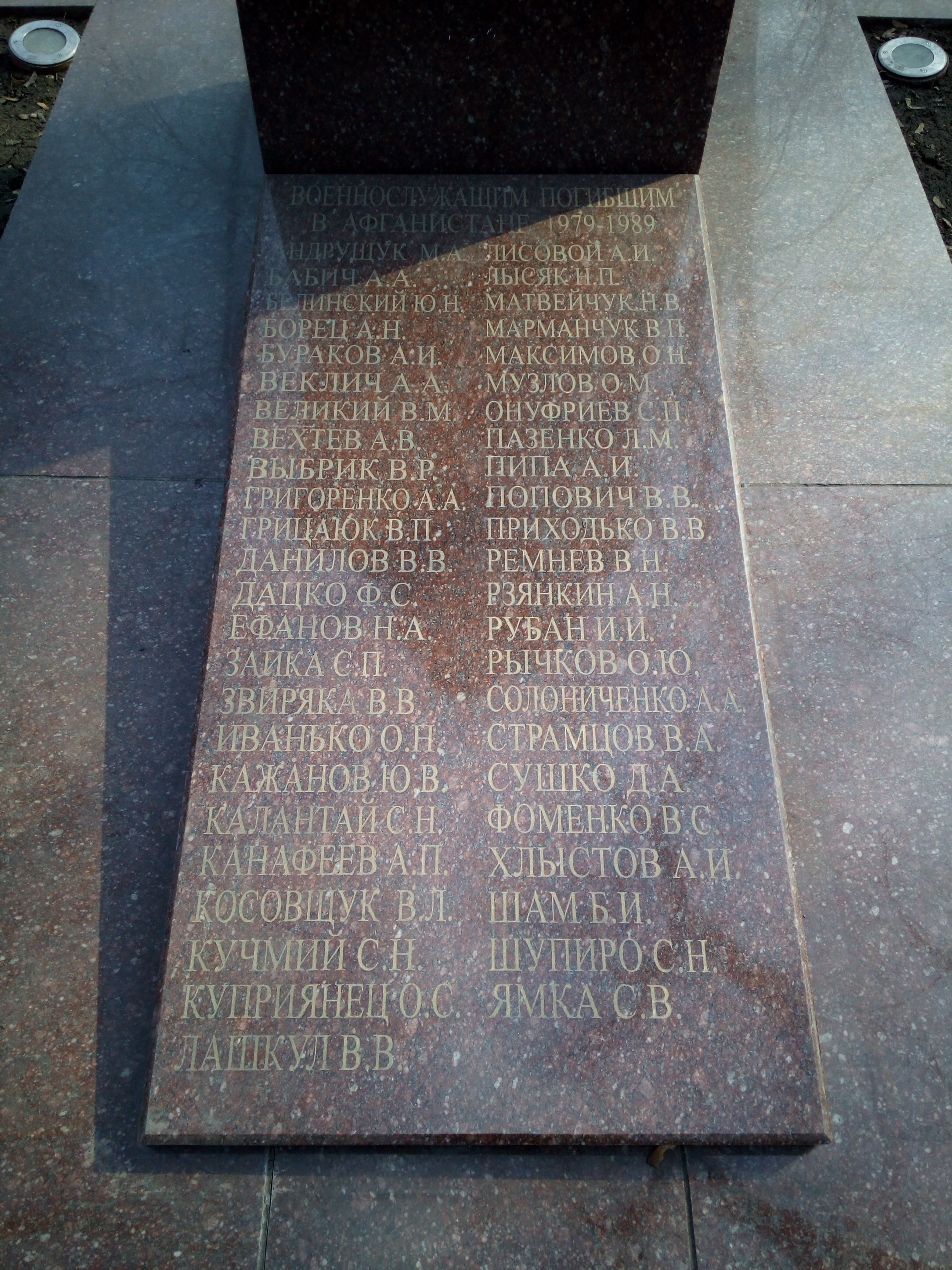
Имя на памятнике воинам-интернационалистам на Дзержинке (Кривой Рог)

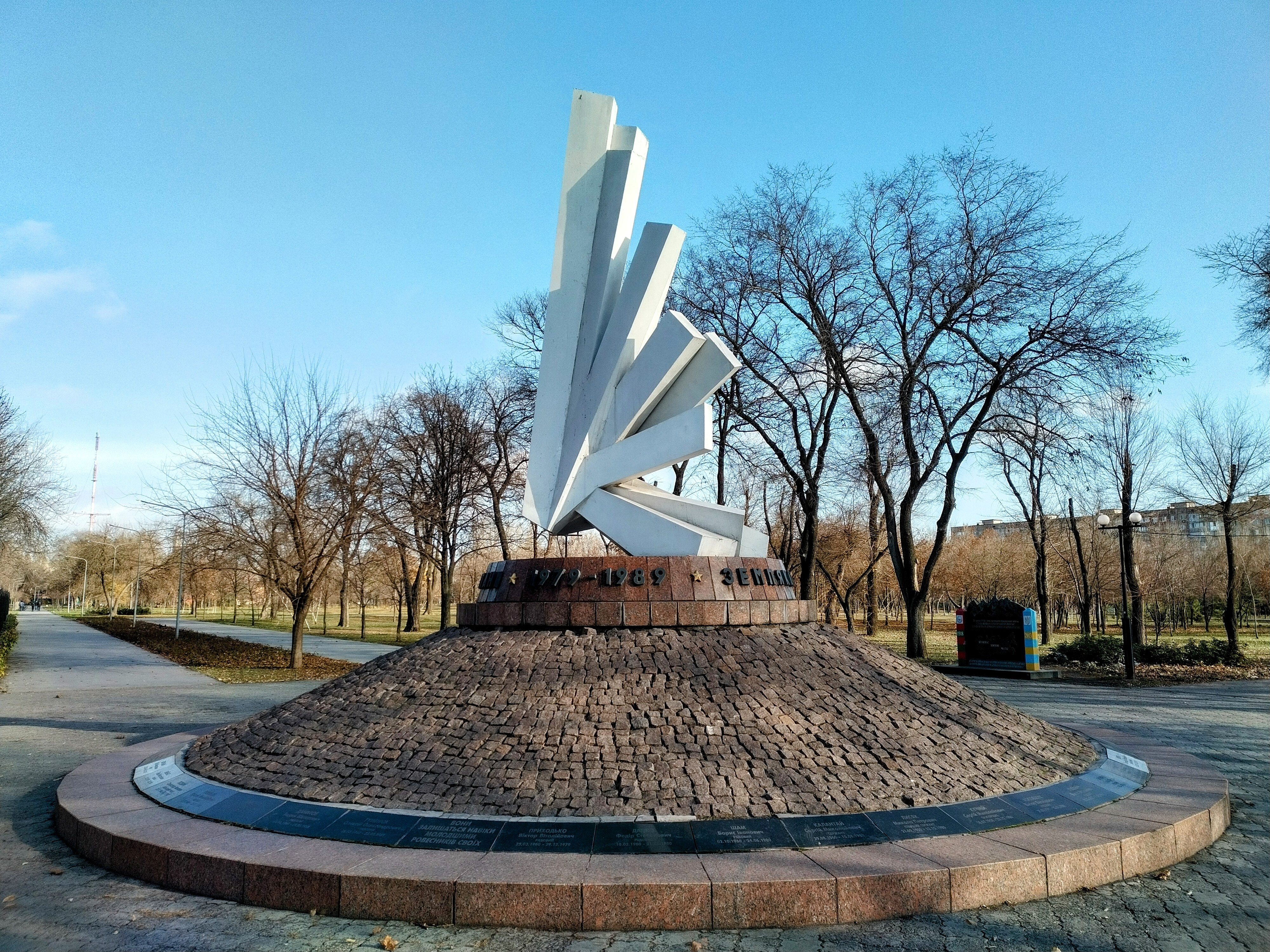
Имя на памятнике воинам-интернационалистам в Юбилейном парке (Кривой Рог)

Музлов Олег Михайлович (28 октября 1965, Кривой Рог, Днепропетровская область — 7 октября 1984, Афганистан) — советский военнослужащий, рядовой, водитель, участник Афганской войны.

## Биография
Родился 28 октября 1965 года в городе Кривой Рог Днепропетровской области УССР в рабочей семье, русский.
Окончил среднюю школу № 7 и автошколу ДОСААФ в Кривом Роге. 
16 апреля 1984 года призван в Вооружённые силы СССР Дзержинским районным военным комиссариатом Кривого Рога. В июле 1984 года в звании рядового направлен в состав ограниченного контингента советских войск в Афганистане, доброволец, служил водителем. Неоднократно доставлял грузы в воинские части, проявил себя смелым и исполнительным воином.
7 октября 1984 года погиб в автомобильной катастрофе — направил горящий автомобиль в пропасть.
Похоронен в Кривом Роге на Центральном кладбище (сектор 8, ряд 2, могила 8).

## Награды
- Орден Красной Звезды (посмертно)[1][2].

## Память
- Имя на памятнике воинам-интернационалистам Днепропетровщины, погибшим в Афганистане (Днепр)[4];
- Имя на памятнике воинам-интернационалистам на Дзержинке (Кривой Рог);
- Имя на памятнике воинам-интернационалистам в Юбилейном парке (Кривой Рог).